# Casper Widell
Casper Ludvig Widell (Landskrona, 5 mei 2003) is een Zweeds voetballer die doorgaans als verdediger speelt. Hij tekende in 2023 bij Excelsior Rotterdam.

## Carrière
Widell begon met voetballen bij IK Wormo, waarna hij in 2016 werd opgenomen in de jeugdopleiding van Helsingborgs IF. Hij debuteerde op 15 juni 2020 in het betaald voetbal, tegen Varbergs BoIS in de Allsvenskan (0-3). De club degradeerde in het eerste seizoen van Widell naar de Superettan. Vanaf het seizoen 2022, terug in de Allsvenskan, kreeg Widell meer speeltijd. In totaal speelde hij in vier seizoen 60 wedstrijden voor de Zweedse club.
Medio 2023 verkaste Widell naar Excelsior Rotterdam, dat uitkwam in de Eredivisie. Hij debuteerde in de eerste speelronde tegen N.E.C. (4-3). Hij speelde de hele wedstrijd en scoorde meteen zijn eerste doelpunt op aangeven van Lazaros Lamprou. Vanaf het seizoen 2024/25 is Widell aanvoerder van het naar de Eerste divisie gedegradeerde Excelsior. In november 2024 moest hij de band afstaan aan Lance Duijvestijn.

## Statistieken
| Seizoen | Club                | Competitie     | Competitie | Competitie | Beker | Beker | Overig | Overig | Totaal | Totaal |
| Seizoen | Club                | Competitie     | Wed.       | Dlp.       | Wed.  | Dlp.  | Wed.   | Dlp.   | Wed.   | Dlp.   |
| ------- | ------------------- | -------------- | ---------- | ---------- | ----- | ----- | ------ | ------ | ------ | ------ |
| 2020    | Helsingborgs IF     | Allsvenskan    | 7          | 0          | 1     | 0     | 0      | 0      | 8      | 0      |
| 2021    | Helsingborgs IF     | Superettan     | 12         | 0          | 0     | 0     | 2      | 0      | 14     | 0      |
| 2022    | Helsingborgs IF     | Allsvenskan    | 23         | 0          | 3     | 0     | 0      | 0      | 26     | 0      |
| 2023    | Helsingborgs IF     | Superettan     | 12         | 0          | 0     | 0     | 0      | 0      | 12     | 0      |
| 2023/24 | Excelsior Rotterdam | Eredivisie     | 30         | 1          | 2     | 0     | 2      | 0      | 34     | 1      |
| 2024/25 | Excelsior Rotterdam | Eerste divisie | 35         | 4          | 2     | 0     | 0      | 0      | 37     | 4      |
| Totaal  | Totaal              | Totaal         | 119        | 5          | 8     | 0     | 4      | 0      | 131    | 5      |

Bijgewerkt op 25 juni 2025

## Privéleven
Casper Widell is de jongere broer van Melker Widell.
1 Van Gassel ·
2 Bronkhorst ·
3 Meissen ·
4 Widell  ·
5 Henderikx ·
6 Carlén ·
7 Do-young ·
8 Tielemans ·
10 Naujoks ·
11 De Regt ·
12 Zagré ·
14 Schouten ·
16 Raatsie ·
17 Martens ·
20 Hartjes ·
21 Booth ·
24 Cairo ·
25 Middendorp ·
28 Groen ·
29 Van Duinen ·
30 Sanches Fernandes ·
33 Bergraaf ·
40 Holla ·
Pierie ·
Rosario ·
Warmerdam ·
Coach: Den Uil
· Assistent-coach: Breuer
· Assistent-coach: Verhaar
· Assistent-coach: Van Zwam
· Keeperstrainer: Graafland